# 佩雷斯·杰普契奇尔
佩雷斯·杰普契奇尔（Peres Jepchirchir，1993年9月27日—），肯尼亚女子职业长跑运动员，主要参加公路路跑赛事。她是2016年世界半程马拉松锦标赛的金牌得主，并在2020年世界半程马拉松锦标赛再次获得金牌。她在2017年2月10日在阿联酋跑出了1时05分06秒，创造了新的半程马拉松世界纪录。2020年，她在波兰格丁尼亚世界田径半程马拉松锦标赛上打破了自己的世界纪录，以1时5分16秒的成绩冲过终点线。2020年，她在东京夏季奥林匹克运动会上获得女子马拉松项目金牌，所用时间是2小时27分20秒。

## 个人最好成绩
- 5K - 15:51 (2014)
- 10K – 30:55 (2015)
- 20K - 1:01:40 (2017)
- 半程马拉松 – 1:05:06 (2017), 拉斯海玛半程马拉松赛
- 马拉松 - 2:17:16 (2020), 瓦伦西亚马拉松赛

## 国际比赛
| 年   | 賽事                       | 舉辦城市     | 名次   | 項目       | 記錄    |
| ---- | -------------------------- | ------------ | ------ | ---------- | ------- |
| 2016 | 2016年世界半程马拉松锦标赛 | 英国卡迪夫   | 第一名 | 半程马拉松 | 1:07:31 |
| 2016 | 2016年世界半程马拉松锦标赛 | 英国卡迪夫   | 第一名 | 团体       | 3:22:59 |
| 2020 | 2016年世界半程马拉松锦标赛 | 波蘭格丁尼亚 | 第一名 | 半程马拉松 | 1:05:16 |
| 2021 | 2020年夏季奥林匹克运动会   | 日本东京     | 第一名 | 女子马拉松 | 2:27:20 |

## 夺冠赛事
- 扬州鉴真国际半程马拉松赛: 2016
- 法国马赛-卡西国际半程马拉松赛: 2014, 2015
- 捷克拉贝河畔乌斯季半程马拉松: 2015
- 法国利翁湾半程马拉松: 2014
- 布拉格10K大奖赛: 2015
- 法国乌耶国际路跑赛(Corrida de Houilles) : 2014
- 西班牙瓦伦西亚马拉松: 2020